# 데켐브리아나
데켐브리아나(그리스어: Δεκεμβριανά 데켐브리아나[*], 그리스어로 12월 사건)은 제2차 세계 대전 기간 도중인 1944년 12월 3일부터 1945년 1월 11일까지 그리스의 아테네에서 그리스 좌익 레지스탕스 병사(EAM-ELAS, KKE)와 그리스 망명 정부, 그리스 시경, 요르요스 그리바스의 극우 X 조직의 지원을 받은 대영 제국군이 서로 충돌한 사건이다.
이 분쟁은 1944년 10월 독일군의 철수 이후 망명지에서 돌아온 영국 지원을 받는 정부와, 그리스 대부분을 장악했던 EAM-ELAS 공산주의 세력이 충돌한 분쟁이다. 처음에는 EAM이 정부 측을 지지하며 참전했으나 전통적인 지주 세력과의 분쟁으로 인해 장관들이 사임하였다. 12월 3일 아테네 시가지에 열린 대규모 친EAM 시위가 아겔로스 에베르트의 명령으로 경찰에게 진압되며 시위대 28명이 사망하고 148명이 부상을 입었다. 이 유혈사태로 EAM과 로널드 스코비가 이끄는 영국군이 전면적으로 충돌하게 되었다.
이 충돌은 아테네 내로 한정되어 그리스 전역으로 퍼지지는 않았으며, 기타 지역에서는 긴장이 흐르긴 했으나 충돌 상황으로 번지진 않았다. 데케므브리아나에서는 EAM-ELAS군이 패배했으며 바르키자 조약이 체결되여 무장해체되었다. 이 패배로 EAM은 사실상 해체되었으며 한동안 "백색 테러의 시대"라고 부르는 시기가 지난 후 1946년 그리스 내전으로 이어지게 된다.